# Тумановский район
Тумановский район — административно-территориальная единица в составе Западной и Смоленской областей РСФСР, существовавшая в 1935—1961 годах. Административный центр — село Туманово.

## Население
По данным переписи 1939 года в Тумановском районе проживало 28 944 чел., в том числе русские — 97,7 %. По данным переписи 1959 года в Тумановском районе проживало 15 978 чел..

## История
Тумановский район был образован в составе Западной области в 1935 году. В его состав вошла часть территории Вяземского и Гжатского районов.
В 1937 году Тумановский район вошёл в состав Смоленской области.
По данным 1940 года район включал 19 сельсоветов: Аносовский, Ануфриевский, Баскаковский, Венревский, Вырубовский, Вятсковский, Демидовский, Ермолинский, Леонтьевский, Мещерский, Новосельский, Серго-Ивановский, Телепневский, Терешковский, Тумановский, Успенский, Холмовский, Царево-Займищенский и Шуйский.
21 августа 1961 года Тумановский район был упразднён, а его территория разделена между Вяземским, Гжатским, Новодугинским и Тёмкинским районами.